# Circuit elèctric

Un circuit elèctric

Un circuit elèctric és un conjunt simple o complex de conductors i components elèctrics o electrònics (commutadors, condensadors, bateries, resistències, inductors, transistor, díodes, etc.) interconnectats per tal de formar un recorregut per on pot circular un corrent elèctric. La teoria de circuits, que tracta els circuits com a models matemàtic, fa servir el concepte de circuit equivalent, un model teòric del dispositiu real, dit de paràmetres concentrats, que prescindeix de l'estudi dels fenòmens que s'esdevenen al seu interior. La síntesi de circuits s'ocupa de determinar l'estructura i els paràmetres necessaris i adequats per tal d'obtenir la resposta que hom desitja.
El que coneixem com a corrent elèctric no és una altra cosa que la circulació de càrregues o electrons a través d'un circuit elèctric tancat, que es mouen sempre del pol negatiu al pol positiu de la font de subministrament de força electromotriu. Potser hem sentit que el sentit convencional de circulació del corrent elèctric per un circuit és a la inversa, és a dir, del pol positiu al negatiu de la font de FEM. Aquest plantejament té el seu origen en raons històriques i no a qüestions de la física, dut a terme en l'època de formulació de la teoria que explicava la fluïdesa del corrent elèctric pels metalls, ja que els físics desconeixien l'existència dels electrons o càrregues negatives.
En descobrir-se els electrons com a part integrant dels àtoms i principal component de les càrregues elèctriques, es va descobrir també que les càrregues elèctriques que proporciona una font de FEM (força electromotriu) es mouen del signe negatiu (-) cap al positiu (+), d'acord amb la llei física de la qual «càrregues diferents s'atreuen i càrregues iguals es rebutgen». A causa d'aquell desconeixement, la comunitat científica va acordar que, convencionalment, el corrent elèctric es movia del pol positiu al negatiu, de la mateixa forma que haguessin pogut acordar el contrari, com realment ocorre. No obstant això, a la pràctica, aquest «error històric» no influeix per a res en el que a l'estudi del corrent elèctric es refereix.(FEM).

## Components fonamentals d'un circuit elèctric
Per dir que existeix un circuit elèctric qualsevol, és necessari disposar sempre de tres components fonamentals:
- Una font (E) de força electromotriu (FEM), que subministri l'energia elèctrica necessària en volt (V).
- El flux d'una intensitat (I) de corrent d'electrons, la unitat del qual és l'ampere (A).
- Existència d'una resistència o càrrega (R) en ohm, connectada al circuit, que consumeixi l'energia que proporciona la font de força electromotriu i la transformi en energia útil, com pot ser, energia lluminosa d'una làmpada, energia tèrmica (fred o calor), etc.

## Lleis elèctriques
A tot circuit elèctric es verifiquen una sèrie de lleis:
- Llei dels nodes: La suma dels corrents que entren a un node és igual a la suma dels corrents que en surten.
- Llei de les malles: La suma algebraica de les diferències de potencial elèctric és nul·la.
- Llei d'Ohm: La tensió als contactes d'una resistència és igual al producte del valor de la resistència i del corrent que la travessa.
- El Teorema de Kennelly: La possibilitat de simplificar un circuit elèctric en estrella o triangle.
- El Teorema de Norton: Qualsevol circuit resistiu és equivalent a una font de corrent ideal I en paral·lel amb una simple resistència R.
- El Teorema de Thévenin: Qualsevol combinació de fonts de voltatge i resistències amb dos terminals és elèctricament equivalent a una única font de voltatge V i una única resistència R.
- El Teorema de Millman: En un circuit elèctric de branques en paral·lel, cadascuna composta per una font de voltatge ideal en sèrie amb un element lineal, la tensió en els terminals de les branques és igual a la suma de les forces electromotrius multiplicades per l'admitància de la branca, tot dividit per la suma de les admitàncies.

## Circuits de baixa tensió
Els circuits de baixa tensió (BT) són els que s'utilitzen a la indústria i els edificis.
Un circuit comença al quadre elèctric a partir d'una sortida específica amb una protecció independent dels altres circuits, s'utilitzen interruptors magnetotèrmics. Generalment, cada sortida implica un únic cable i que els seus conductors tinguin una secció adequada.
La normativa aplicable als territoris de llengua catalana és:
- Dins del territori de l'estat espanyol el Reglament electrotècnic per a baixa tensió. (BOE 224, del 18-9-2002 Text en català ). La normativa que se'n deriva és a la norma UNE/EN/20460.
- Dins del territori de l'estat francès el decret núm. 88-1056, del 14 de novembre de 1988, i la norma UTE C 18-510.
- Dins del territori de l'estat andorrà cal tenir present el Decret de modificació parcial del Reglament d'instal·lacions elèctriques de baixa tensió, publicat el 21/04/99 al Butlletí Oficial del Principat d'Andorra (BOPA núm. 24 del 1999).

## Circuits de molt baixa tensió
Els circuits de molt baixa tensió (MBT) són els dels automòbils i l'aeronàutica.
Els principis són els mateixos que en el cas de la baixa tensió, però en aquest cas només el conductor positiu pot ser protegit: la carrosseria és connectada al pol negatiu de la bateria i serveix com a conductor negatiu. Els magnetotèrmics són substituïts per fusibles, sovint agrupats en una caixa de fusibles. Aquest tipus de circuits no necessiten una derivació a terra.

## Circuits electrònics
- Generalment només es protegeixen els circuits de potència atès que els altres impliquen corrents molt febles.
- A més dels circuits amb fils, a l'electrònica també trobem:
  - Circuit imprès: són circuits elèctrics en forma de pistes de coure sobre un suport pla de resina epoxi que connecta els diferents components. El conjunt del suport i el circuit també s'anomena, per metonímia, circuit imprès.
  - Circuit integrat: és un conjunt de components electrònics que fan una o diverses funcions, integrats en una petita pastilla fàcil d'utilitzar.

## Curtcircuit
Un curtcircuit és un contacte entre dos conductors. Comporta que el corrent passi directament d'un conductor a l'altre sense passar pel circuit. Si és involuntari, es tractaria d'un defecte que comportaria un augment de la intensitat del corrent i de la temperatura dels conductors. Per evitar que el corrent del curtcircuit destrueixi el circuit d'alimentació cal una protecció en forma de magnetotèrmic, fusible o limitador de corrent. Un curtcircuit pot provocar un incendi. Un mal contacte entre conductors pot provocar arcs elèctrics i un escalfament que poden provocar incendis, i no existeix cap mena de protecció contra aquest tipus de defecte, per tant cal posar atenció a la qualitat de les connexions.

## Esquema elèctric
L'esquema elèctric és una representació gràfica del circuit elèctric, en la qual es mostren les connexions dels diferents elements representats per símbols.